# Aryan Brotherhood
Aryan Brotherhood (englisch für „Arische Bruderschaft“), auch genannt The Brand, Alice Baker oder One-Two, abgekürzt AB, ist eine rassistische und neonazistische US-amerikanische Gang, die im Jahr 1967 im kalifornischen San Quentin State Prison gegründet wurde. Mittlerweile existiert die Aryan Brotherhood in vielen Gefängnissen der USA und hat 15.000 Mitglieder inner- und außerhalb der Strafvollzugsanstalten. Nach Erkenntnissen des FBI ist die Bande für 18 % der Morde in Gefängnissen verantwortlich, obwohl weniger als 0,1 % der Insassen Mitglieder sind.
Die Aryan Brotherhood besitzt ein externes Netzwerk aus ehemaligen Häftlingen, das die kriminellen Geschäfte der Gefängnisinsassen unterstützt. Primär sind dies das Schmuggeln von Drogen – vorwiegend Methamphetamin und Marihuana – und Geld in die Strafanstalten. Daneben wurden Mitglieder der Aryan Brotherhood schon wegen Raubüberfällen und Morden verurteilt, wobei manche Morde im Auftrag der Gang ausgeführt wurden.
In Deutschland existiert die Arische Bruderschaft laut dem Amt für Verfassungsschutz Thüringen seit der Jahrtausendwende als bundesweite, international vernetzte Organisation, mit Schwerpunkten in Thüringen, Niedersachsen und Hessen. Eine zentrale Rolle in dem Kontext spielen neben dem Neonazi-Kader, Die Heimat (bis 2023 NPD)-Funktionär und Neonazi-Musikunternehmer Thorsten Heise, für dessen Schild und Schwert-Musik und Kampfsport-Festivals in Ostritz die Arische Bruderschaft Ordnerdienst macht, auch sein Sohn und dessen Kamerad, die im sogenannten Fretterode-Prozess aufgrund eines Angriffs auf Journalisten im Jahr 2018 seit 2021 vor Gericht stehen.

## Erscheinung

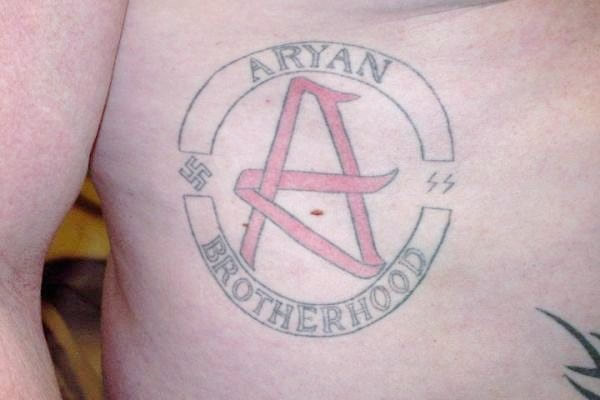
Auftätowiertes Logo der Aryan Brotherhood mit Hakenkreuz und SS-Runen

Die Mitglieder verwenden als Tätowierungen gerne Symbole aus der Zeit des Nationalsozialismus in Deutschland, aus der Neonaziszene sowie Nationalsymbole ihrer – oft nur mutmaßlichen – europäischen Herkunftsländer. Dazu gehören ein Kleeblatt, das Hakenkreuz, die Siegrunen der SS, der deutsche Reichsadler von 1933 bis 1945, das als White-Power-Zeichen verwendete Keltenkreuz, die Zahl 88 als Abkürzung für Heil Hitler und weitere Symbole. Das eigentliche Zeichen der Aryan Brotherhood ist aber der Shamrock, dazu die Buchstaben AB und die Zahl 666. Da die Gefängnisleitung Gangzugehörigkeit zumeist an Tattoos festmacht, werden seitens der AB die Symbole manchmal verschlüsselt oder gar entfernt.
Das Aussehen der Bandenmitglieder wandelte sich im Laufe der Jahre vom typischen Rockeräußeren zu kahlrasierten Köpfen mit Walrossschnauzern. Eine bestimmte Frisur ist aber nicht vorgeschrieben, um Mitglied zu werden.

## Geschichte

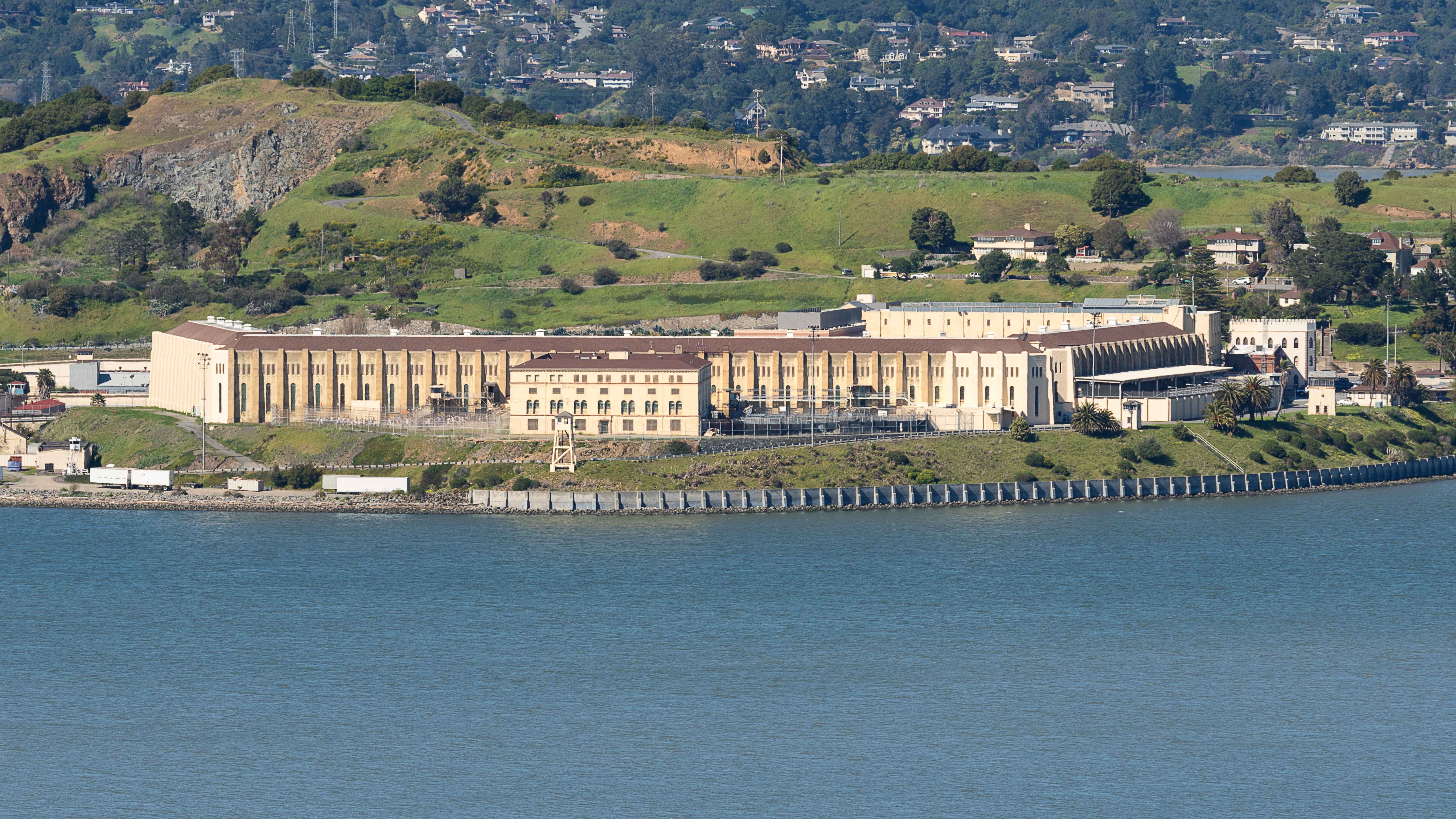
Das kalifornische Staatsgefängnis San Quentin

Die Aryan Brotherhood entstand im Jahr 1967 im kalifornischen Staatsgefängnis San Quentin, als Mitglieder der Blue Bird Gang, einer Vereinigung von vorwiegend irischstämmigen kleinkriminellen Rockern, die schon seit den 1950ern existierte, einen Zusammenschluss aller weißen Gefängnisinsassen anstrebten, um sich gegen die Überzahl der schwarzen und lateinamerikanischen Gangs wehren zu können. Anfangs nannten sie sich Diamond Tooth Gang („Diamantenzahnbande“) oder Nazi Gang und waren bald ein Auffangbecken für weiße Häftlinge, die von Banden anderer races bedroht wurden. Kandidaten für die Mitgliedschaft mussten den Blutschwur der Aryan Brotherhood schwören:
| An Aryan brother is without a care He walks where the weak and heartless won’t dare For an Aryan brother, death holds no fear Vengeance will be his, through his brothers still here | „Ein arischer Bruder hat keine Sorge Er geht, wohin sich die Schwachen und Herzlosen nicht wagen Für einen arischen Bruder birgt der Tod keine Furcht Die Rache wird die seine sein, durch seine Brüder, die weiterleben“ |

Während der 1970er Jahre, als die ersten Mitglieder der Aryan Brotherhood aus dem Gefängnis freikamen, stieg durch die Unterstützung von außen die Macht der Aryan Brotherhood sprunghaft an. Sie wurden von ihren externen Mitgliedern mit Drogen und Geld versorgt und beteiligten sich an den Konflikten der schwarzen und lateinamerikanischen Gangs. Bei diesen manchmal zahlreiche Tote fordernden Kämpfen ging es meistens um die Vorherrschaft im Drogenhandel innerhalb des Gefängnisses. Dabei wurden auch Aufseher umgebracht.
Obgleich die einzelnen Gangs miteinander verfeindet waren, trieben sie Geschäfte miteinander und ließen die Konflikte ruhen, wenn sie ernsthaft die Abwicklung von Geschäften bedrohten. Die Aryan Brotherhood unterhält dabei bis heute gute bis teilweise sogar freundschaftliche Beziehungen zur mexikanischen Gang La Eme. Dies ging so weit, dass Mexikaner auch schon Häftlinge umbrachten, die abfällig über die AB sprachen. Auch sind entgegen den Symbolen und der nach außen getragenen Grundeinstellung nicht alle Mitglieder der Aryan Brotherhood tatsächlich „Arier“ im nationalsozialistischen Sinne.
In den 1980ern hatte die Aryan Brotherhood ein Netz quer durch die Staaten gespannt, einzelne Abteilungen, sogenannte Chapter, existierten von Kalifornien über Colorado und Missouri bis New York. Die nichtinhaftierten Mitglieder der AB überfielen gepanzerte Geldtransporte, fälschten Geld und waren für zahlreiche Morde verantwortlich, oft auch im Auftrag der inhaftierten Gangmitglieder, die die externen Quellen ihrer internen Konkurrenz bekämpfen wollten. Die AB strukturierte sich neu: Sie teilten sich in zwei Gruppen, die eine für Insassen in Bundesgefängnissen, die andere für Staatsgefängnisse. Geleitet wurde die Aryan Brotherhood fortan von einem Dreiergremium.
In den 1980ern begannen auch die Versuche der Aryan Nations, Mitglieder aus den Reihen der Aryan Brotherhood zu rekrutieren. Dies stieß allerdings auf den Widerstand vieler anderer Gruppen, die „weiße Vorherrschaft“ propagierten. Ehemalige Aryan-Brotherhood-Mitglieder, die sich solchen Gruppierungen anschlossen, wurden später wegen Morden aus rassistischen Motiven verurteilt. Der aufsehenerregendste Fall geschah 1998 in Jasper, Texas, als drei ehemalige Häftlinge den Afroamerikaner James Byrd Jr. mit einem Haken am Heck ihres Pick-ups befestigten und über fünf Kilometer zu Tode schleiften. Bei dem Prozess stellte sich heraus, dass die Mörder während ihrer Gefängniszeit Mitglieder der Aryan Brotherhood gewesen waren.
Im Jahr 2000 stellte das FBI fest, dass sich die Aryan Brotherhood vermehrt im illegalen Sprengstoffhandel beteiligte. Sie deckten Pläne zum Sprengen von Einrichtungen der Bundesbehörden, dem Platzieren von Autobomben und dem Versenden von Briefbomben auf.

## Verschiedenes
Im Jahr 1973 wollte sich der als Mitverschwörer wegen Mordes verurteilte Charles Manson der Aryan Brotherhood anschließen, wurde aber laut Angaben einer seiner Vertrauten abgelehnt, weil er sich geweigert hatte, zum Einstand einen Schwarzen zu töten.
In den Filmen American History X (1998), The Butterfly Effect (2004), Felon (2008), Shot Caller (2017) sowie in den Serien Sons of Anarchy und Oz – Hölle hinter Gittern spielt die Aryan Brotherhood eine wichtige Rolle.
Mehrfach unternahmen bekannte Angehörige der rechtsextremen Szene Versuche, unter dem Namen Aryan Brotherhood deutschsprachige Gruppierungen als Anlaufpunkt für regionale Neonazis aufzubauen.